# Baskien
För den autonoma regionen i Spanien, se Baskien (autonom region). För området i sydvästra Frankrike, se Iparralde.
Baskien (baskiska: Euskal Herria eller Euskadi, franska: Pays Basque, spanska: País Vasco) är ett område vid den innersta delen av Biscayabukten, uppdelat mellan Frankrike och Spanien. Baskien utgörs av de autonoma regionerna Baskien och Navarra i norra Spanien och av de historiska nordbaskiska provinserna i sydvästra Frankrike.

## Namn
Området har en mängd benämningar på de inhemska språken, varav de vanligaste är Euskal Herria eller Euskadi på baskiska, Pays Basque på franska och País Vasco på spanska. Ordrötterna med uttalet -sk- i dessa ord är troligtvis besläktade och går tillbaka på latinets Vasconia, belagt från sent 300-tal. Grundordets etymologi är däremot oklar, liksom huruvida ordet härstammar från baskiskan eller latin. Namnet Euskal Herria finns belagt sedan 1564, medan Euskadi är en neologism som introducerades av Sabino Arana år 1896, då med stavningen Euzkadi.
På svenska var tidigare "Baskiska provinserna" (motsvarande spanskans Provincias Vascas det vanligaste namnet, men sedan 1970-talet har "Baskien" varit det mest förekommande.

## Geografi och klimat

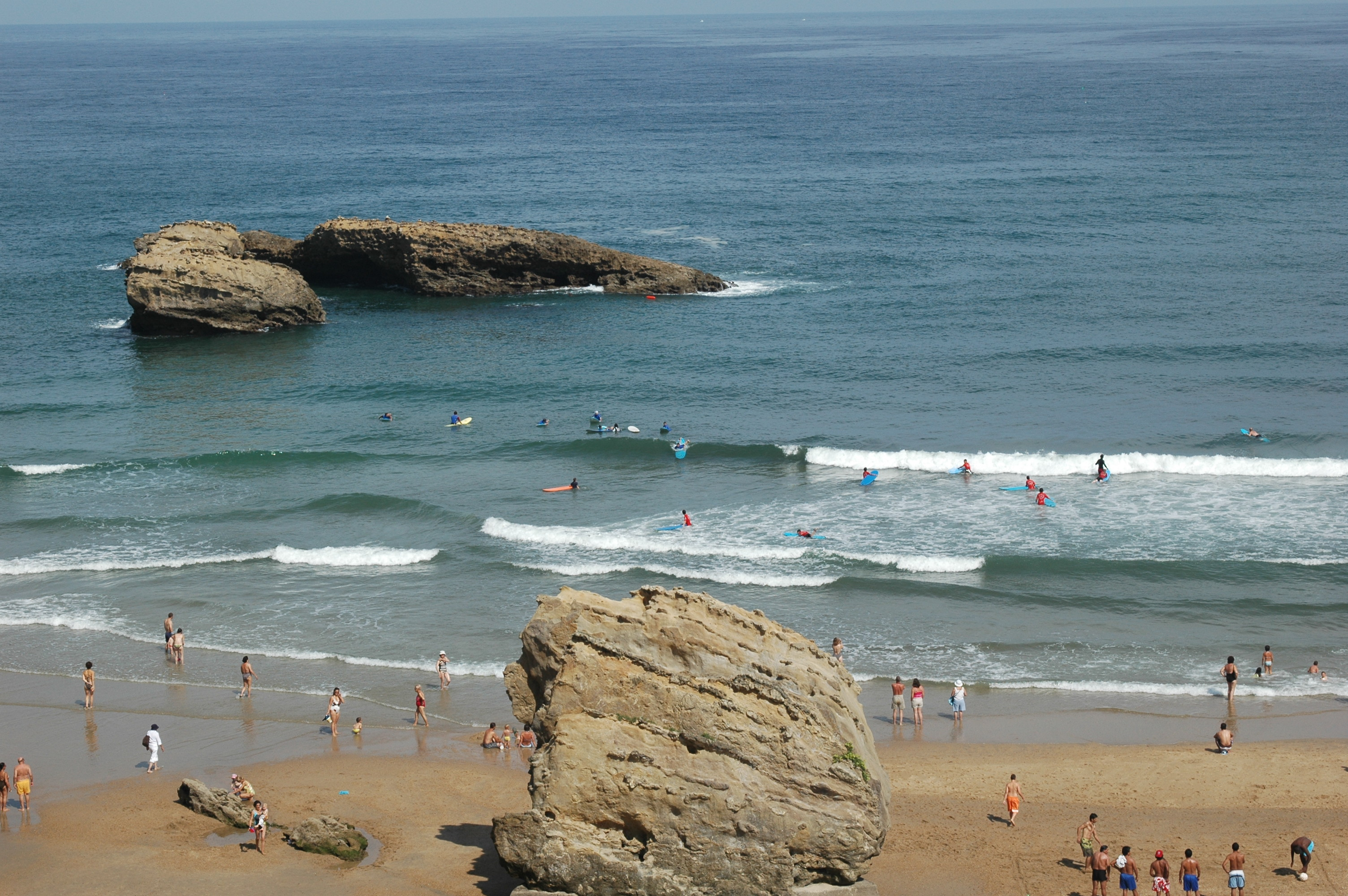
Sandstränder och klippor, här i Biarritz i Lapurdi, präglar den baskiska kustlinjen

Baskien är ett mycket bergigt område vid västra Pyrenéerna. Kustlinjen mot Atlanten består både av sandstränder och klippor. Områdets norra del har kustklimat med varma somrar, milda vintrar och hög nederbörd, medan den sydligare delen har subtropiskt klimat med heta somrar, kalla vintrar och mindre nederbörd.
Baskien gränsar i norr till Biscayabukten, i nordost till det historiska landskapet Gascogne och övriga Frankrike (departementet Pyrénées-Atlantiques), i ost till det historiska landskapet Béarn i Frankrike samt till Aragonien i Spanien (provinserna Huesca och Zaragoza), i söder till La Rioja, i sydväst till Kastilien-León (provinsen Burgos) och i väster till Kantabrien.
Baskiens högsta punkt är Hiru Erregeen Mahaia (Mesa de los Tres Reyes) som ligger i östra Navarra och når 2 444 meter över havet. Den största floden som rinner genom Baskien är Ebro, som passerar södra Álava och Navarra på vägen till Medelhavet. En annan viktig flod är den spansk-franska gränsfloden Bidasoa som rinner ut i Biscayabukten mellan Gipuzkoa och Lapurdi.
Hela Baskien ligger inom den centraleuropeiska tidszonen och klockan ställs fram en timme under sommarhalvåret.

## Historia

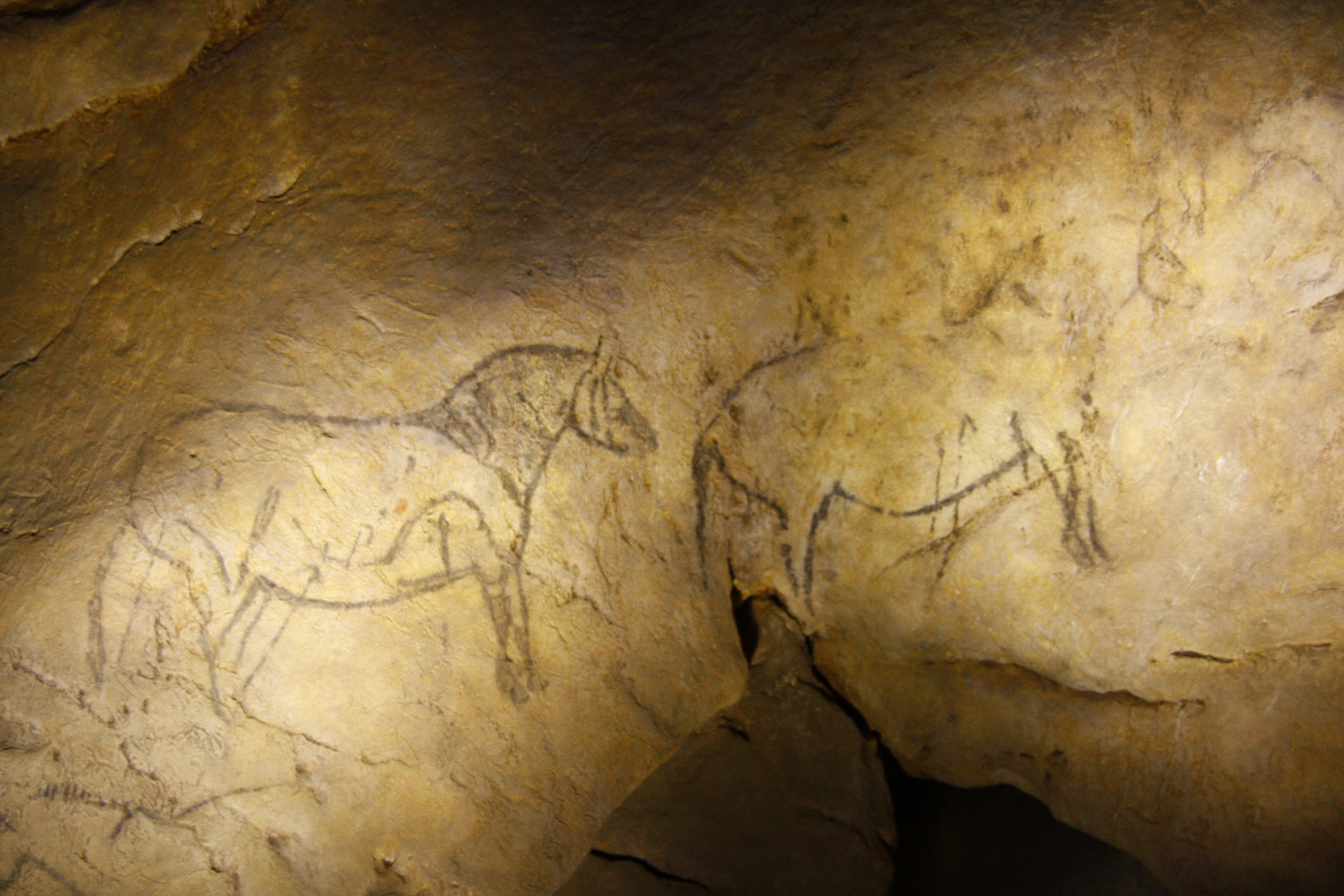
Grottmålningar i Ekain i Gipuzkoa

Baskien har varit befolkat sedan förhistorisk tid, vilket grottmålningar vittnar om. Under 100-talet f.Kr. erövrades området av romarna, som grundade staden Pompelon (sedermera Pamplona) år 74 f.Kr.
Befolkningen som av romarna kallades vasconer utvidgade på 500-talet sitt territorium frankerna i öster och visigoterna i norr. På 580-talet började man kolonisera sydvästra Akvitanien vilket område efter vasconerna fick namnet Vasconia (dagens Gascogne). 602 kom man i konflikt med frankerna och erövrade 628 Garonne men stoppades 635 av Dagobert I. Man lyckades dock fortsättningsvis bevara sin självständighet från morerna och frankerna som besegrades i slaget vid Roncesvalles 778.
På 800-talet upprättades kungariket Navarra som kom att omfatta alla de baskiska områdena. Kungariket kom att spela en viktig roll under återerövringen av iberiska halvön från morerna. Navarras södra del övertogs av Aragonien år 1512 och inkorporerades senare i Spanien, medan den norra delen uppgick i kungariket Frankrike år 1620. Fram tills franska revolutionen, då gamla administrativa gränser bröts upp, behöll de baskiska områdena visst självbestämmande inom Frankrike.
I Spanien respekterades det så kallade foralsystemet. Upphävandet av baskernas privilegier i Spanien ägde rum första gången 1820, men en stark opposition framtvingade ett återställande av systemet 1823. Den spanska regeringens obenägenhet att i sin helhet respektera privilegierna ledde 1833 till baskernas anslutning till första carlistupproret 1833. Detta resulterade för Baskiens del i förlikningen i Bergara 1839, där deras privilegier i sin helhet erkändes. Förnyade inskränkningar i självständigheten ledde till att baskerna anslöt sig även till det andra carlistupproret 1872–1876, efter vars kuvande de förlorade sin skattefrihet och krigstjänstskyldighet men fick sin administrativa självständighet garanterad.
Tack vare Bilbaos täta sjöförbindelser med brittiska öarna kom industriella revolutionen tidigt till staden och trakterna runtomkring. Stålindustrier och båtvarv lade grunden för Bizkaia-provinsens välstånd. Andra städer, som till exempel Biarritz och San Sebastián kom istället att utvecklas till turistdestinationer och kurorter under 1800-talet, med en avsaknad av tyngre industri. Det baskiska inlandet, särskilt det i franska delen, förblev ruralt och dominerades av jordbruk och boskapsskötsel.

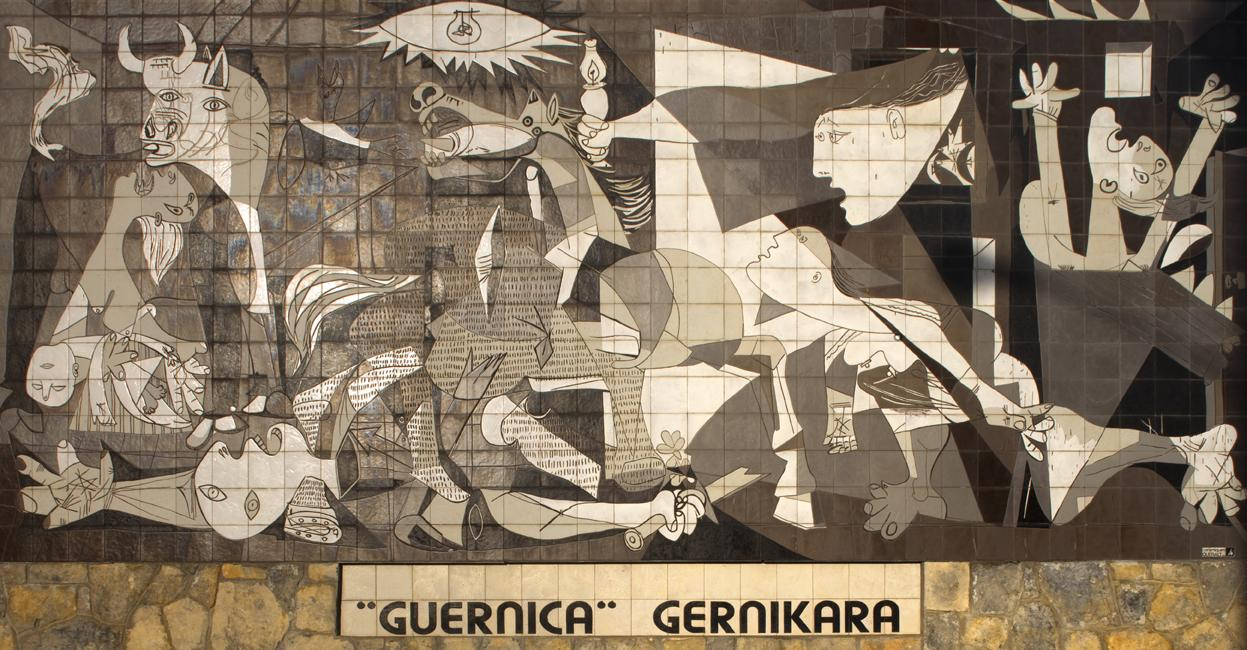
Mosaik utifrån Picassos Guernica i staden Gernika som bombades 1937

Under spanska inbördeskriget slöt provinserna Bizkaia och Gipuzkoa upp på republikens sida, medan Navarra och Álava stödde carlisterna och därmed falangisterna. Tyska flygvapnets bombningar av Gernika 26 april 1937 kom att bli ökända som historiens första terrorbombningar, och förevigades genom Pablo Picassos målning.  När de republikanska områdena avskurits från övriga Spanien, utropades en självständig baskisk stat under ledning av Jose Antonio Agirre, som efter nederlaget i kriget gick i exil.
Under andra världskriget ockuperades norra Baskien, liksom övriga Frankrike, av Nazityskland. Efter krigsslutet var Frankrike med och bildade Europeiska kol- och stålgemenskapen, som Spanien anslöt sig till först 1986. Spanien styrdes alltjämt av Franco-regimen, som förde en repressiv politik gentemot baskiska språket och samhället. Som reaktion mot detta grundades 1959 ETA som genomförde väpnade aktioner mot regimen och bland annat dödade Francos regeringschef och tilltänkte efterträdare Luis Carrero Blanco år 1973. Efter Francos död inleddes istället en demokratiseringsprocess, där baskiskan Dolores Ibárruri i egenskap av ordförande för Spaniens kommunistiska parti spelade en viktig roll. Också efter demokratins återinförande fortsatte emellertid terrorattentaten, och sammanlagt har över 1 000 personer dödats i konflikten. Även om inga mord genomförts sedan 2009 påverkar konflikten fortfarande området.
I och med att Frankrike och Spanien ersatte sina pesetas och franc med euron år 2002 har alla baskiska provinser samma valuta nu för tiden.

## Demografi och administration

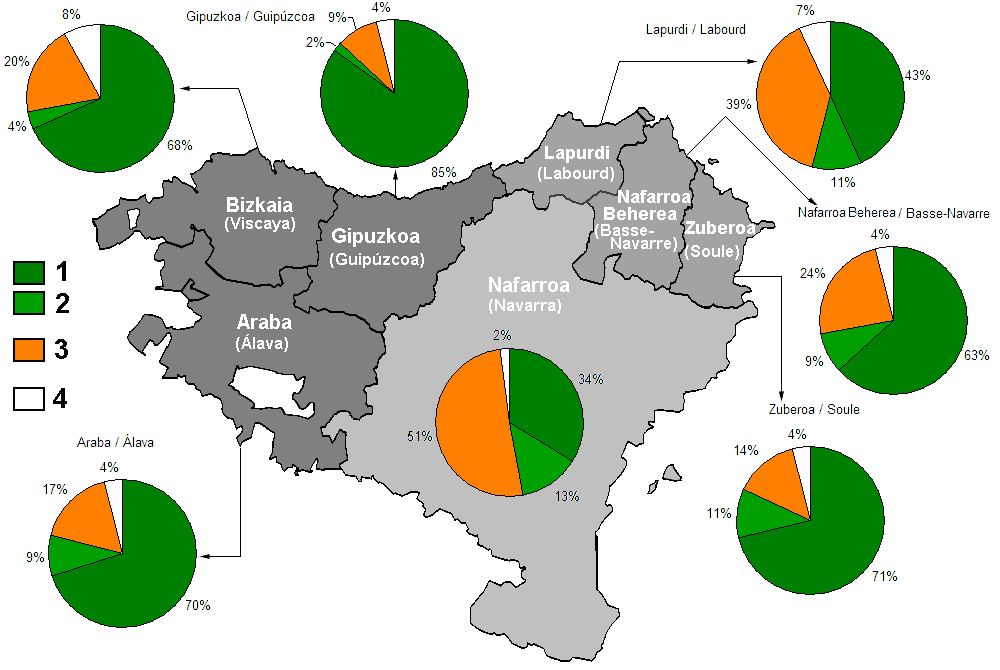
De sju baskiska provinserna jämte resultatet från en undersökning om kulturell tillhörighet från 2008, där folk fick svara på frågan "känner ni er baskisk?". Mörkgrönt står för "ja", ljusgrönt för "ja, i viss mån", orange för "nej" och vitt för "vet ej" eller att personen avstått från att svara

Andelen som talar baskiska (euskara) varierar stort både mellan och inom de olika provinserna

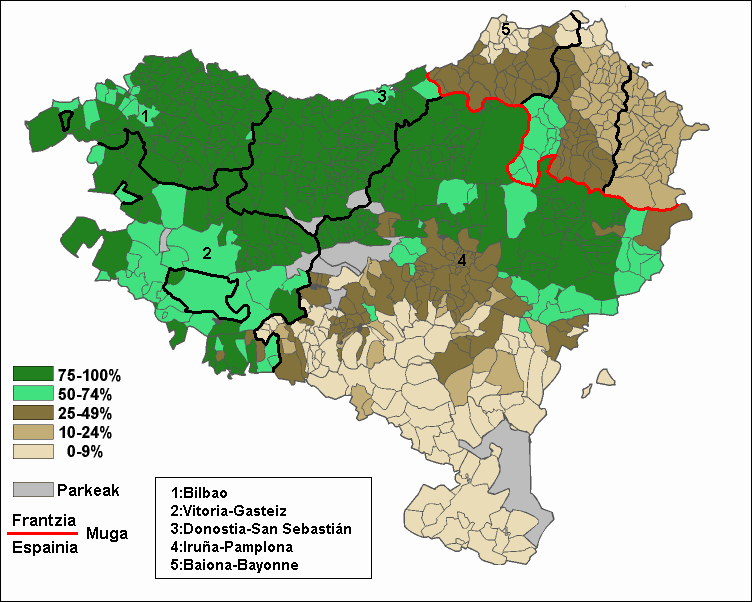
Andelen skolelever per kommun som undervisas på baskiska (2000–2005)

Det bor cirka tre miljoner människor i Baskien (140/km²), varav en tredjedel i den storstadsområdet runt Bilbao. De folkrikaste kommunerna är Bilbao (358 500 invånare), Vitoria-Gasteiz (215 100), Pamplona (185 200), Donostia-San Sebastián (176 500), Barakaldo (99 600), Getxo (82 500), Portugalete (54 000), Irun (55 300), Santurtzi (49 000), Basauri (48 000), Bayonne (45 000), Errenteria (39 600), Sestao (34 200), Eibar (30 100), Galdakao (29 600), Biarritz (28 000), Leioa (26 600), Tudela (26 600) och Arrasate (25 000).
Baskien delas traditionellt in i följande sju provinser:
| Provins                                                          | Huvudstad                                          | Yta (km²) | Folk- mängd | Inv./ km² |
| ---------------------------------------------------------------- | -------------------------------------------------- | --------- | ----------- | --------- |
| Araba Álava på spanska                                           | Vitoria-Gasteiz                                    | 3 037     | 282 000     | 92,9      |
| Biscaya Bizkaia på baskiska Vizcaya på spanska                   | Bilbao Bilbo på baskiska                           | 2 217     | 1 140 000   | 514,2     |
| Gipuzkoa Guipúzcoa på spanska                                    | Donostia-San Sebastián                             | 1 980     | 677 000     | 341,9     |
| Navarra Nafarroa på baskiska                                     | Pamplona Iruñea på baskiska                        | 10 420    | 520 000     | 49,9      |
| Lapurdi Labourd på franska                                       | Bayonne Baiona på baskiska                         | 800       | 170 000     | 212,5     |
| Nedre Navarra Behe Nafarroa på baskiska Basse-Navarre på franska | Donibane Garazi Saint-Jean-Pied-de-Port på franska | 1 284     | 30 000      | 23,4      |
| Zuberoa Soule på franska                                         | Maule-Lextarre Mauléon-Licharre på franska         | 785       | 20 000      | 25,5      |

Provinserna Araba, Bizkaia och Gipuzkoa utgör den autonoma regionen Baskien, medan Navarra utgör en egen autonom region i Spanien. Dessa fyra provinser kallas på baskiska Hegoalde, "syddelen". Till detta område brukar också den kantabriska exklaven Valle de Villaverde (Villaverde Turtzioz på baskiska) och Treviño (Trebiñu), som tillhör provinsen Burgos, räknas.
Lapurdi, Nedre Navarra och Zuberoa, Iparralde eller "norddelen", saknar idag administrativ betydelse, utan ingår som den södra delen av det franska departementet Pyrénées-Atlantiques.

### Språk
I den spanska regionen Baskien och i den norra hälften av Navarra är baskiska och spanska officiella språk. I övriga Navarra, liksom i Valle de Villaverde och Treviño, är spanska det enda officiella språket. I den franska delen är franska det enda officiella språket.
Av de cirka tre miljoner invånarna i Baskien är det drygt 650 000 (ca 20 %) som har baskiska som modersmål. Därutöver har omkring 400 000 personer mer eller mindre djupa kunskaper i baskiska som andraspråk. Antalet baskisktalande varierar stort mellan och inom de olika provinserna. Till exempel har baskiskan en dominerande ställning på Gipuzkoas landsbygd, medan få eller inga talar baskiska i södra Navarra. I princip samtliga av de 2,7 miljoner invånare som bor i södra Baskien, det vill säga den del som ligger i Spanien, talar spanska som modersmål eller på modersmålsnivå, liksom lejonparten av de knappt 300 000 som bor i norra Baskien, alltså inom Frankrikes gränser, talar franska.

## Politik

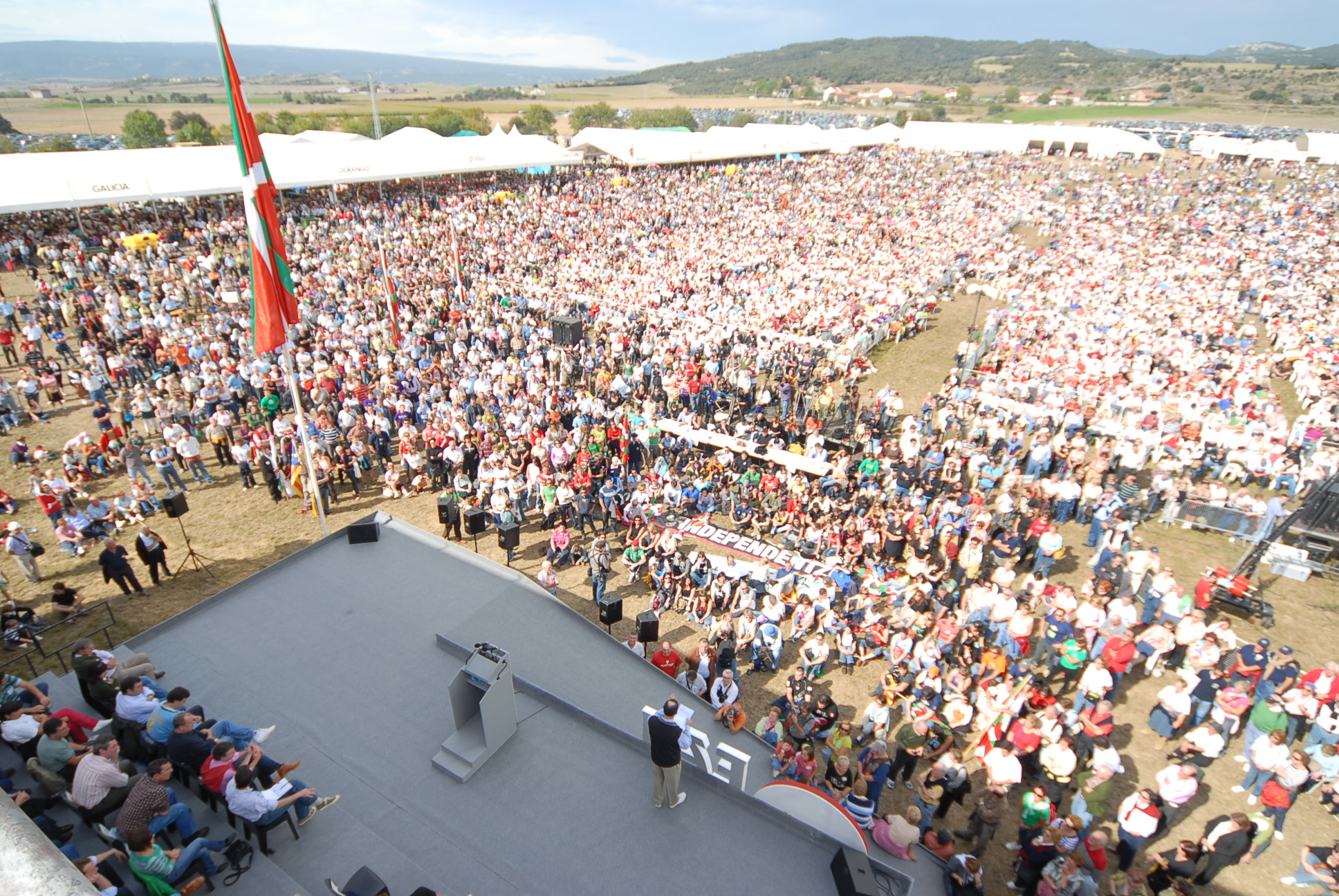
Stormöte under EAJ-PNV:s partidag 2007

Den autonoma regionen Baskien regeras av det moderata baskiska nationalistpartiet EAJ-PNV, som är största parti (dock utan absolut majoritet) i Baskiens parlament. EAJ-PNV styr också i provinsen Bizkaia. I provinserna Araba och Gipuzkoa innehar borgerliga spanska Partido Popular respektive socialistiska baskiska Euskal Herria Bildu makten. I Navarra regerar det regionalistiska högerpartiet Unión del Pueblo Navarro. I Pyrénées-Atlantiques och Akvitanien, som är det departement respektive den region som franska Baskien ligger inom, innehar Parti Socialiste den politiska majoriteten.
Baskien har 18 platser i den spanska deputeradekongressen och 15 platser i den spanska senaten, medan Navarra har fem säten i vardera kammare i det spanska parlamentet. I och med att franska Baskien inte utgör en egen administrativ region i Frankrike har området ingen särskild representation i det franska parlamentet.
Den största fackföreningen i Baskien är Eusko Langileen Alkartasuna (ELA), som traditionellt stått EAJ-PNV nära. Vänsternationalistiska facket Langile Abertzaleen Batzordeak (LAB) har närmare band till Bildu. Också de stora franska och spanska fackförbunden, såsom Confédération Générale du Travail (CGT), Comisiones Obreras (CCOO) och Unión General de Trabajadores (UGT), finns representerade i Baskien.
Under det senaste halvseklet har politiken i Baskien präglats av separatistgruppen ETA:s våld, vars attentat kostat uppåt 850 människor livet. Efter en internationell fredskonferens, där bland andra Kofi Annan, Gro Harlem Brundtland, Bertie Ahern och Gerry Adams medverkade, meddelande ETA hösten 2011 att de lade ner sina vapen för gott. Under 2014 började ETA oskadliggöra och överlämna delar av sin vapenarsenal till internationella observatörer.
I juni 2014 anordnade över 100 000 personer en 123 kilometer lång mänsklig kedja med krav om folkomröstning om områdets förhållandet till Spanien och Frankrike.

## Symboler
Den baskiska flaggan formgavs 1894 av de två bröderna Luis och Sabino Arana, som var med och grundade EAJ-PNV. Den röda bakgrunden står för det baskiska folket, det gröna korset för eken i Gernika (som symbol för foralrätten), och det vita korset för kristendomen. Flaggan hade ursprungligen smalare kors, men proportionerna har senare ändrats. Flaggan var förbjuden i Spanien mellan 1938 och 1977, men används sedan 1979 officiellt av den autonoma regionen Baskien. Den syns också på flera andra håll i Navarra och sydvästra Frankrike.
På slutet av 1800-talet sammanställdes också en baskisk vapensköld av de heraldiska symbolerna för de sju provinserna. I och med att övre och nedre Navarra har samma symbol, har skölden endast sex fält. Den autonoma regionen Baskien använder en vapensköld med symboler för de tre provinserna Araba, Bizkaia och Gipuzkoa. Tidigare var också Navarras symbol med, men efter en juridisk konflikt med grannregionen ersattes den med ett rött fält.
I och med att kungariket Navarra tidigare omfattade alla de baskiska provinserna, används ibland Navarras flagga, med eller utan kungakrona, som symbol för ett större baskiskt eller navarresiskt område. Även en stiliserad svart örn (arrano beltza) på gul bakgrund, ursprungligen kung Sancho VII:s sigill, används som symbol för Baskien, främst inom de socialistiska självständighetskretsarna.
Också det baskiska korset med fyra armar som antingen står medsols eller motsols är en typisk symbol för området.
Ordet för huvudbonaden basker har sitt etymologiska ursprung i namnet på Baskien. Baskern används i området både till vardags, främst av äldre män, och vid högtidligare sammanhang i folkdräkter. Baskermössan används också i idrotts- och tävlingssammanhang för att kröna segrare.
På inskriptioner, logotyper och vägskyltar är det vanligt att ett särpräglat typsnitt med tjocka seriffer används.

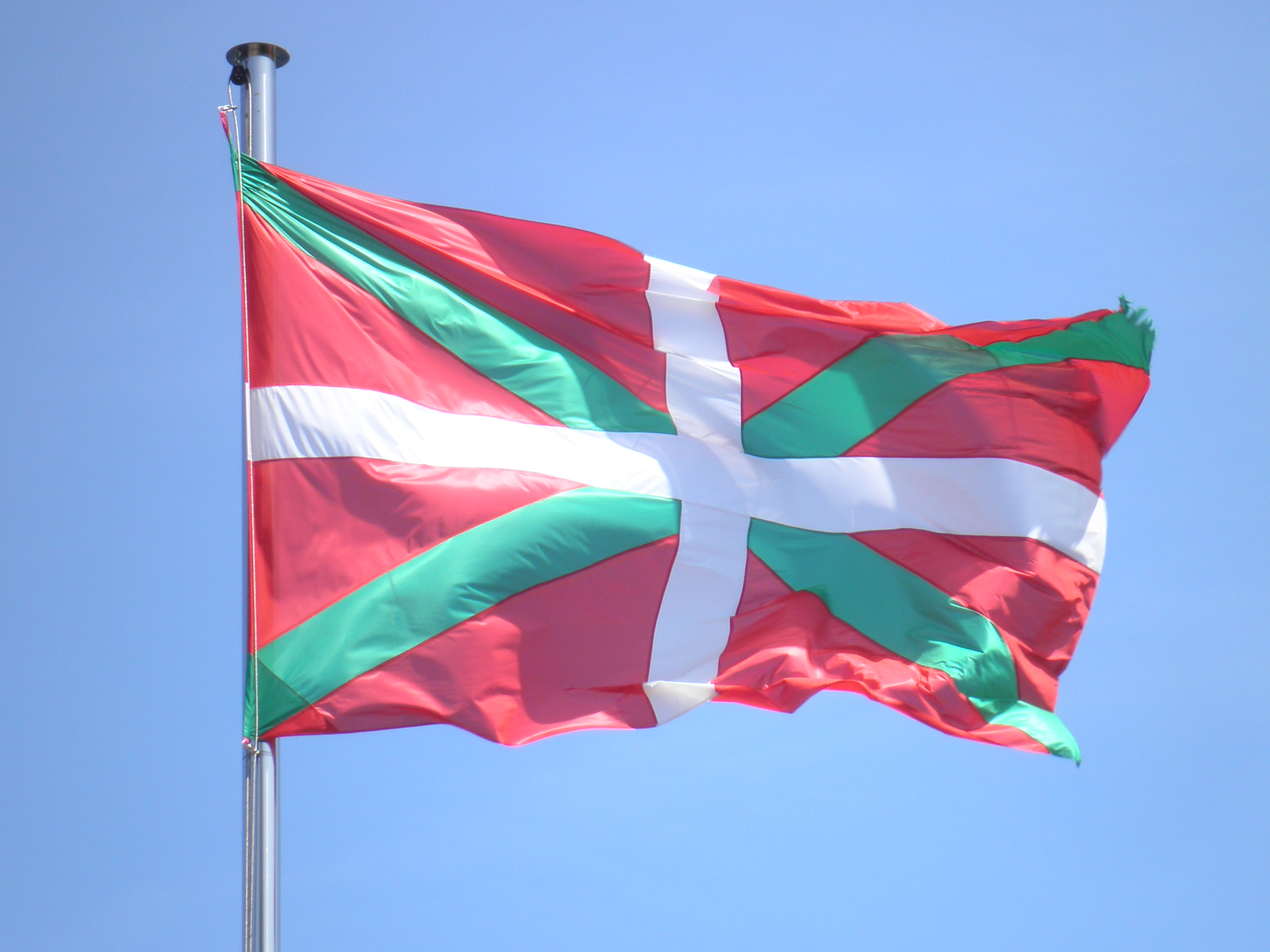
Den baskiska flaggan, ikurrinan
Baskisk vapensköld, zazpiak bat
Navarras flagga sedan 1982
Baskiskt kors, lauburu
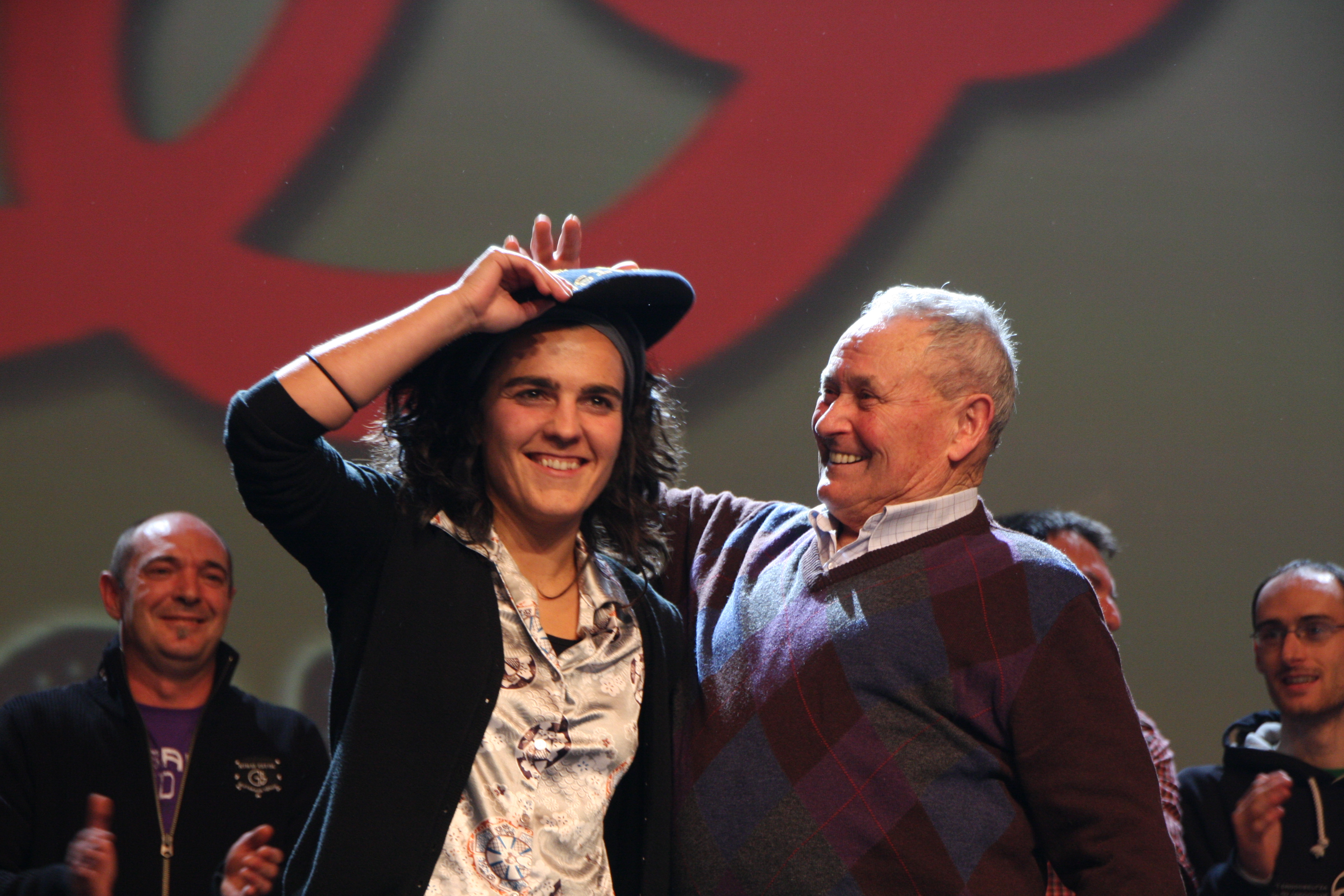
Huvudbonaden basker, här använd för att kröna bertsolaritza-mästaren Maialen Lujanbio
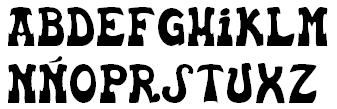
Vanligt förekommande typsnitt i Baskien

## Kultur

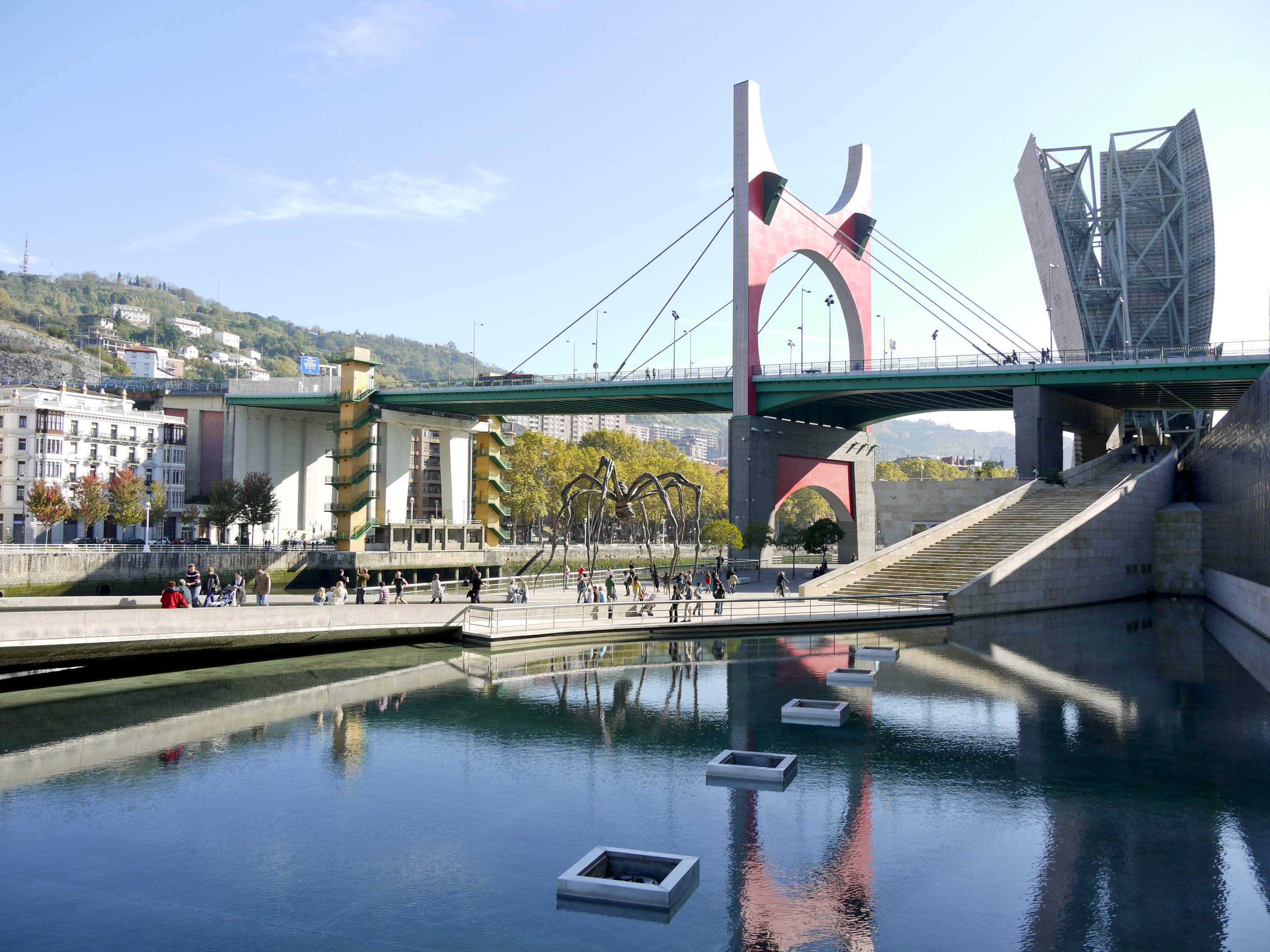
Guggenheimmuseet där floden Nervion flyter igenom Bilbao i Bizkaia

I Baskien finns två världsarv: Biscayabron norr om Bilbao samt den del av Jakobsvägen som går genom Navarra.
Grundandet av Guggenheimmuseet i Bilbao 1997 kom att betyda mycket för Baskiens turistnäring och kultur.

### Gastronomi

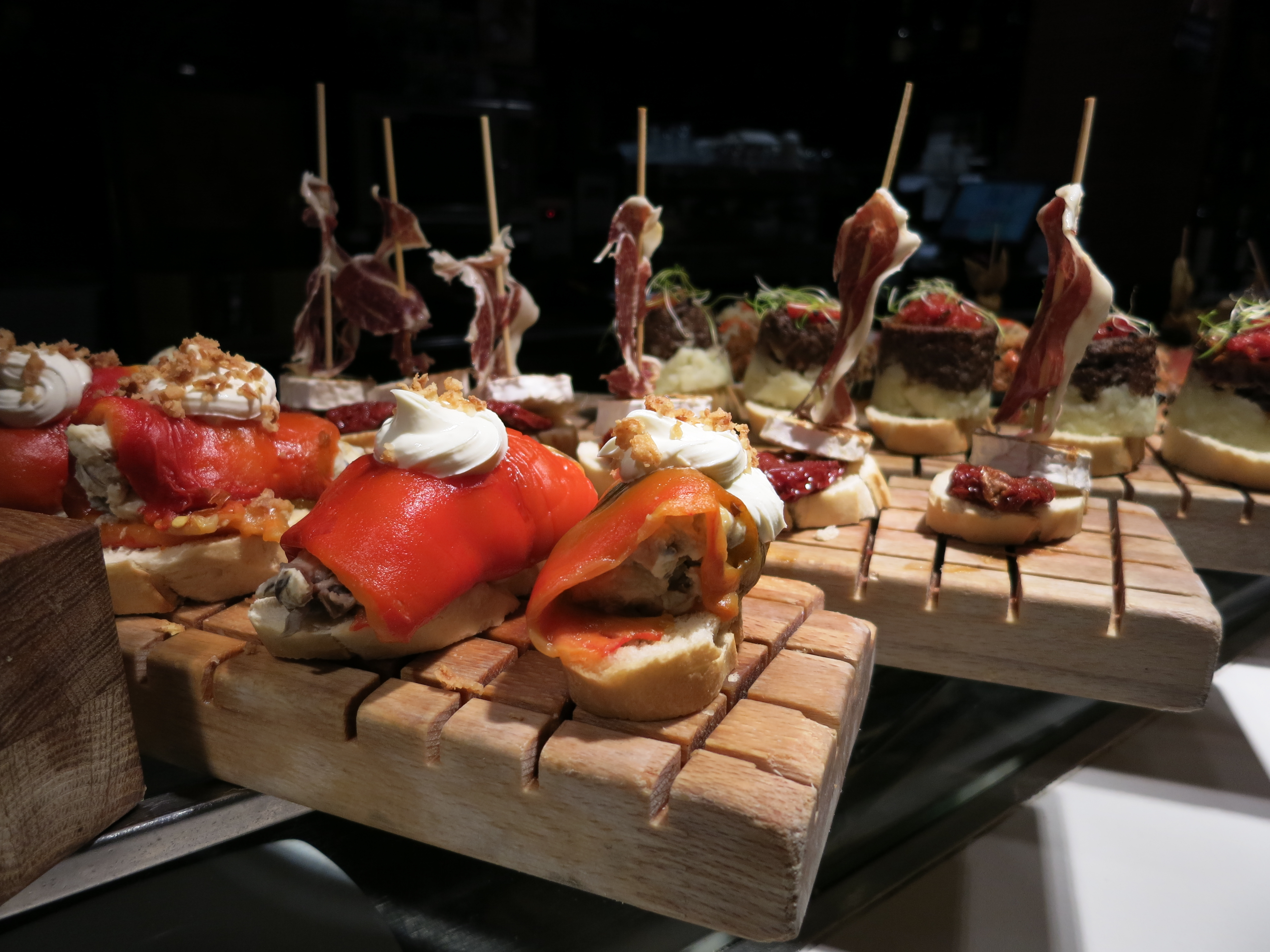
Pintxos upplagda på en bardisk i Vitoria-Gasteiz

Baskien är känt för sin matkultur och sina tapas-liknande pintxos. I Baskien finns tre stycken trestjärniga michelin-restauranger, samtliga i provinsen Gipuzkoa: Akelarre och Arzak i Donostia-San Sebastián samt Martín Berasategui i Lasarte-Oria.
Det finns flera vindistrikt i Baskien. Provinserna Araba, Bizkaia och Gipuzkoa har var sitt distrikt för txakoli-viner, medan distriktet Irouléguy (Irulegi) ligger i Nedre Navarra. Delar av vindistriktet Rioja, som i huvudsak ligger i grannprovinsen La Rioja, breder ut sig över gränsen till södra Araba (Rioja Alavesa eller Arabako Errioxa) och västra Navarra (delar av Rioja Baja). Navarra är också beteckningen på ett vindistrikt i de centrala delarna av provinsen med samma namn.
Det senaste årtiondet har flera små bryggerier etablerats i Baskien, till exempel Pagoa i Gipuzkoa, Naparbier i Navarra och Akerbeltz i Lapurdi. Andra typiska drycker för Baskien är torr cider och söt patxaran, slånbärslikör.

### Idrott

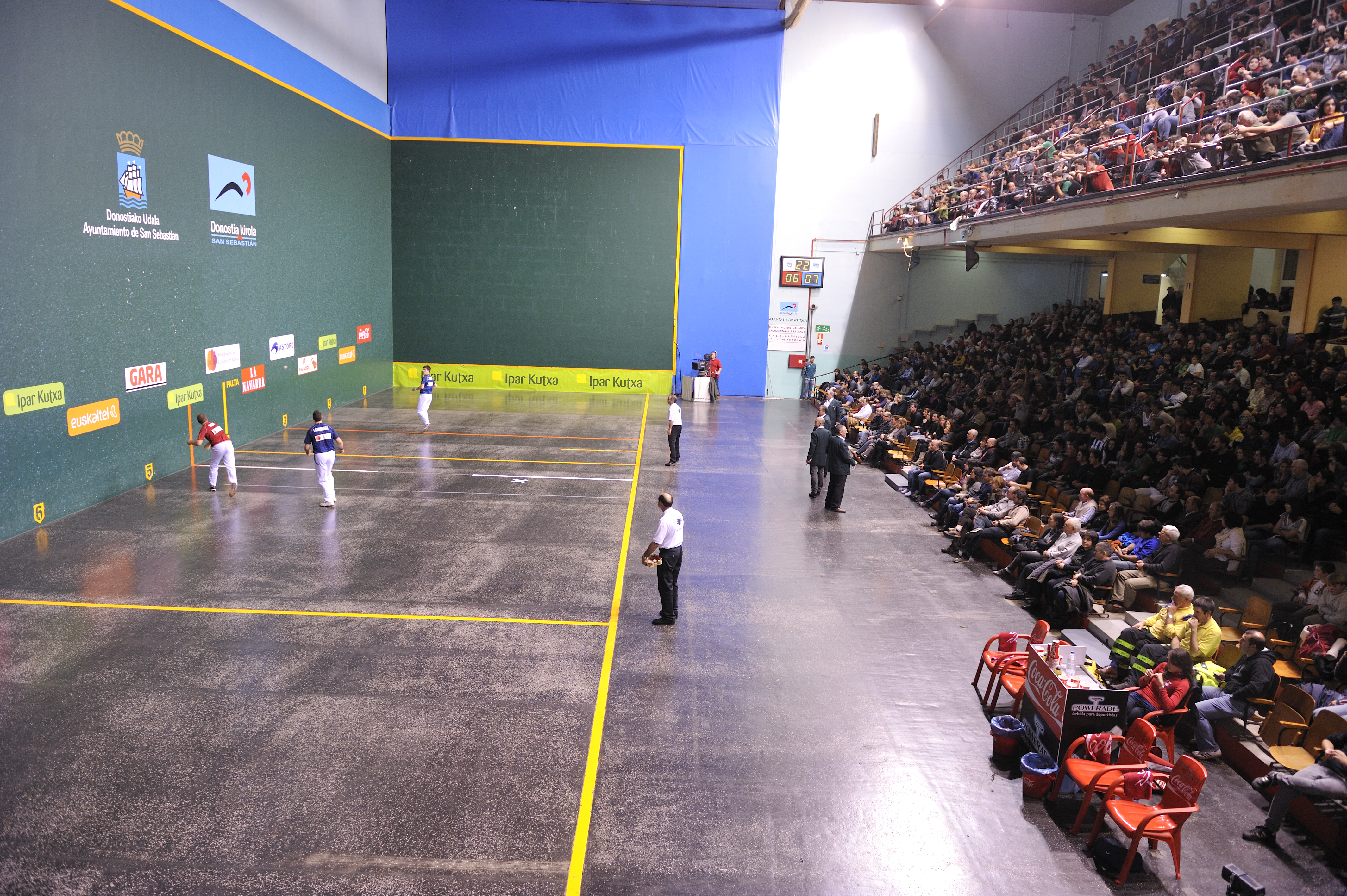
Pelotamatch inför fyllda läktare

Som på många andra håll i Europa är fotboll den populäraste idrotten. Baskiens herrlandslag i fotboll har haft många framstående spelare, bland andra Xabi Alonso och Fernando Llorente som var med och vann VM 2010 med Spanien, och Bixente Lizarazu, som var med och vann VM 1998 med Frankrike. Baskien har också ett damlandslag i fotboll.
Från Bilbao kommer fotbollslaget Athletic som spelat i högsta ligan sedan den skapades 1928. Åtta säsonger har laget också vunnit ligan. Real Sociedad från Donostia har vunnit ligan två gånger. Andra fotbollsklubbar från Baskien är Aviron Bayonnais FC (Bayonne), Osasuna (Pamplona), SD Eibar (Eibar), Real Unión Club de Irún (Irún) och Alavés (Vitoria-Gasteiz).
Rugby är en annan omtyckt idrott i Baskien, där regionens främsta lag är Biarritz Olympique, som vunnit franska ligan vid fem tillfällen.  Andra populära sporter är basket, pelota, kapprodd, cykling och så kallad herri kirolak, landsortsidrotter såsom tyngdlyftning, dragkamp och vedhuggning (aizkolaritza).

### Musik
Någonstans mellan litteratur och musik placerar sig bertsolaritzan, en sorts improviserad poesi som framförs till olika melodier och rytmer.
Ett traditionellt instrument i Baskien är txalapartan, som påminner om en stor xylofon som spelas av två personer.

## Religion

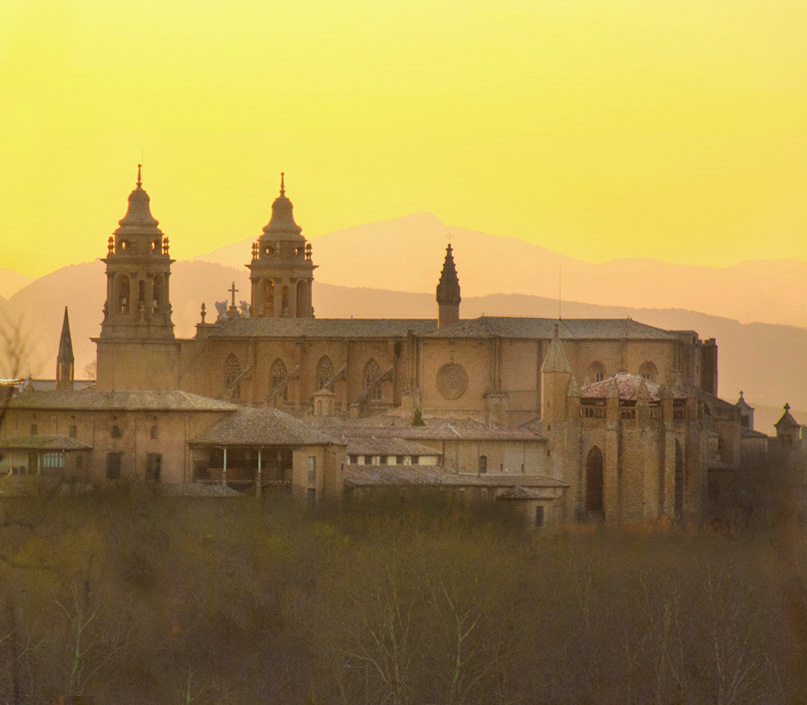
Katedralen i Pamplona i Navarra

Den dominerande religionen i området är katolsk kristendom, även om religionens inflytande på samhället har minskat under de senaste årtiondena.
Flera av pilgrimslederna till Santiago de Compostela i Galicien går genom Baskien.
Jesuitordens grundare, Ignatius av Loyola, var baskisk adelsman och officer, född i Azpeitia i Gipuzkoa, där orden fortfarande har ett av sina högkvarter.